# Bumamuru FC
Bumamuru Football Club w skrócie Bumamuru FC – burundyjski klub piłkarski grający w burundyjskiej pierwszej lidze, mający siedzibę w mieście Buganda.

## Sukcesy
A liga
- mistrzostwo (1): 2022/2023.

Puchar Burundi
- zwycięstwo (2): 2021, 2022

## Występy w afrykańskich pucharach
| Sezon     | Rozgrywki           | Runda   | Kraj    | Klub               | Dom | Wyjazd | Dwumecz |
| --------- | ------------------- | ------- | ------- | ------------------ | --- | ------ | ------- |
| 2021/2022 | Puchar Konfederacji | wstępna | Kongo   | CSMD Diables Noirs | 0–0 | 0–1    | 0–1     |
| 2022/2023 | Puchar Konfederacji | wstępna | Etiopia | Fasil Kenema SC    | 2–2 | 1–2    | 2–3     |

## Stadion
Domowe mecze klub rozgrywa na stadionie o nazwie Stade Urunani w Bugandzie, który może pomieścić 7000 widzów.

## Reprezentanci kraju grający w klubie
Stan na maj 2023.
| - Raoul Byamungu - Gaël Duhayindavyi - Richard Kirongozi - Muryango Mabano | - Shasiri Nahimana - Omar Ngandu - Ally Niyonzima |